# Kurt Geinzer
Kurt Geinzer (* 3. Juli 1948) ist ein ehemaliger deutscher Fußballspieler, der in der 2. Fußball-Bundesliga von 1974 bis 1983 für die Vereine 1. FC Nürnberg und Kickers Offenbach 264 Spiele mit 19 Toren absolviert hat.

## Laufbahn

### Amateur und Regionalliga Süd, bis 1974
Der aus Erlangen stammende Kurt Geinzer kam über die Stationen SpVgg Büchenbach und SpVgg Bayreuth zum 1. FC Nürnberg und bestritt beim „Club“ in der Saison 1971/72 seine ersten Spiele in der Regionalliga Süd. Als Amateur kam der ballsichere Mittelfeldspieler und Libero im April 1971 in der deutschen Fußballnationalmannschaft der Amateure gegen Tunesien und Spanien zu zwei Einsätzen. In der Saison vor der Einführung der 2. Bundesliga, 1973/74, erreichte Nürnberg mit Trainer Hans Tilkowski die Vizemeisterschaft im Süden hinter Meister FC Augsburg (Helmut Haller) und zog damit in die Bundesliga-Aufstiegsrunde ein. Geinzer hatte 32 Spiele mit vier Toren absolviert und Dieter Nüssing mit 15 Treffern die Torschützenliste der Franken angeführt. Punktgleich mit 11:5 Punkten entschied Eintracht Braunschweig das Rennen um den Aufstiegsplatz. Geinzer war in allen acht Aufstiegsrundenspielen zum Einsatz gekommen. Von 1971 bis 1974 bestritt Kurt Geinzer in der Regionalliga Süd 79 Spiele mit sechs Toren.

### 2. Bundesliga, 1974 bis 1983
Es folgten drei Runden in der 2. Bundesliga Gruppe Süd. In der Saison 1975/76 – Geinzer hatte in 24 Einsätzen mitgewirkt – kam der „Club“ auf den zweiten Tabellenrang und nahm deshalb am Entscheidungsspiel zur Ermittlung des dritten Aufsteigers gegen den Nordvize Borussia Dortmund teil. In beiden Begegnungen die Dortmund für sich entscheiden konnte, kam Geinzer nicht zum Einsatz. Im ersten Trainerjahr von Horst Buhtz, 1976/77, war er dagegen mit 30 Einsätzen und sechs Toren unverzichtbarer Stammspieler. Nach 77 Einsätzen mit neun Toren von 1974 bis 1977 in der 2. Bundesliga unterschrieb Geinzer zur Runde 1977/78 einen Vertrag beim Ligarivalen Kickers Offenbach und zog an den Bieberer Berg. Insgesamt bestritt er 297 Spiele für den 1. FC Nürnberg von 1971 bis 1977.
In der vierten Runde, 1980/81, stellte sich für Geinzer und seinen neuen Verein erstmals der Erfolg ein. Der Franke hatte unter Trainer Franz Brungs 35 Spiele absolviert, das Offensivtalent Uwe Bein mit 25 Toren geglänzt und die Kickers landeten auf dem zweiten Platz. In den zwei Entscheidungsspielen der Gruppenzweiten gegen Eintracht Braunschweig dirigierte Geinzer die Offenbacher Defensive. Nach dem 1:0-Heimsieg der Hessen entschied der Nordvertreter mit einem 2:0-Spiel in Braunschweig den Aufstieg für sich. In der Saison 1981/82 kam der OFC auf den dritten Rang und Geinzer übte dabei im Mai und Juni 1982 interimistisch auch das Traineramt aus. In seinem letzten Aktivenjahr in der 2. Liga 1982/83 erlebte Geinzer mit Trainer Lothar Buchmann durch das Erreichen des zweiten Platzes den direkten Aufstieg von Offenbach in die Fußball-Bundesliga. In 31 Begegnungen hatte er dabei nochmals erfolgreich die Abwehr dirigiert. Der 35-Jährige beendete nach dem Aufstieg seine Aktivität in Offenbach und übernahm zur Runde 1983/84 das Spieler-Traineramt bei Viktoria Aschaffenburg. Insgesamt hatte Geinzer für die Kickers in der 2. Bundesliga 187 Spiele mit zehn Toren bestritten.

## Trainer
Als Spieler-Trainer führte Kurt Geinzer Viktoria Aschaffenburg in der Saison 1984/85 in die 2. Bundesliga und beendete danach endgültig seine Spielerkarriere. Bis zum April 1986 betreute er die Mannschaft vom Stadion am Schönbusch und wurde dann von Trainer Horst Heese abgelöst. Sein zweites Engagement als Zweitliga-Trainer hatte er bei der Viktoria vom Juli 1988 bis April 1989, ehe er durch Werner Nickel ersetzt wurde.
Kurt Geinzer kehrte 1989 zunächst als Co-Trainer von Niko Semlitsch, ab 3. April 1990 als Chef-Trainer nach Offenbach zurück und übte dieses Amt bis zum 30. Juni 1992 aus. Von 1995 bis 1998 war Geinzer wiederum bei Viktoria Aschaffenburg Trainer.